# Artur Rodrigues da Rocha
Artur Rodrigues da Rocha ou Artur Rocha (Rio Grande, 1 de janeiro de 1859 — Rio Grande, 26 de junho de 1888), foi um poeta, dramaturgo e jornalista brasileiro.
Filho do ator dramático José Rodrigues Rocha e de Maria das Dores Rocha, de família pobre, só pôde aprimorar seus estudos em 1872, com treze anos de idade, quando ingressou no Colégio Gomes, em Porto Alegre, onde permaneceu até 1876.
Fez parte de um grupo de intelectuais negros livres do final do século XIX, que tomaram posições radicais, através da impresa, na crítica à sociedade da época, defendendo a abolição da escravidão.
Foi redator dos jornais O Mosquito (1874), O Colibri (1877) e A Lente (1877), em Porto Alegre.
Em 1877, adquiriu a tipografia do Diário de Notícias de Porto Alegre, fundando o Correio da Tarde. Redigiu o Artista, de tendência liberal, lutou pelo abolicionismo, foi membro da Sociedade Partenon Literário, e colaborador da revista da Sociedade Ensaios Literários e do jornal literário Álbum do Domingo.<
Como dramaturgo, escreveu:O filho bastardo, O anjo do sacrifício, José, Os filhos da viúva, Deus e a natureza, A filha da escrava.
Empregado como carteiro em 1876, foi promovido à oficial da administração, em 1883 e nomeado encarregado da agência dos Correios de Rio Grande. Foi acusado de desfalque, mas nunca sofreu processo criminal.